# Thorey-Lyautey
Thorey-Lyautey é uma comuna francesa na região administrativa de Grande Leste, no departamento de Meurthe-et-Moselle. Estende-se por uma área de 6,19 km². Em 2010 a comuna tinha 146 habitantes (densidade: 23,6 hab./km²).